# Joseph Kavaruganda
Joseph Kavaruganda (8 mai 1935 - 7 avril 1994) était un juriste rwandais qui a présidé de la Cour constitutionnelle du Rwanda. Il a été tué au début du génocide rwandais.

## Biographie

### Débuts
Joseph Kavaruganda est né le 8 mai 1935 à Tare, Ruanda-Urundi. Il a fréquenté l'école primaire à Tare, puis le Petit Séminaire de Kigali avant d'étudier le droit en Belgique, obtenant un doctorat en 1966. Il est retourné au Rwanda en 1967 et a commencé à travailler comme président de la Caisse d'Épargne, une institution de crédit et d'épargne.

### Carrière judiciaire
En 1974, Kavaruganda a été nommé procureur général du Rwanda.
Il devient président de la Cour constitutionnelle en 1979, et est entré en conflit avec le président Juvénal Habyarimana sur des questions juridiques. En 1991, il a statué contre Habyarimana dans une affaire impliquant le refus de certains privilèges politiques aux partis d'opposition que le président avait accordés à son propre parti, le Mouvement révolutionnaire national pour le développement (MNRD), tels que la possibilité de diffuser des communications politique sur Radio Rwanda, la radiodiffusion publique du pays. Bien que Hutu, Kavaruganda a rejeté l'idéologie du Hutu Power, qui cherchait à discriminer la population tutsie du Rwanda. En tant que juriste, il croyait que les exilés tutsis avaient le droit de rentrer dans le pays et que le gouvernement devait poursuivre les négociations avec le Front patriotique rwandais (FPR), le groupe rebelle dominé par les tutsis au nord du pays lors de la Guerre civile rwandaise. Sa famille entretenait des liens d'amitié avec les Hutus comme avec les Tutsis. 
Kavaruganda a subi une pression accrue après sa rupture avec Habyarimana. En 1991, une bombe a explosé à côté de sa chambre dans sa maison de campagne. Peu de temps après, il a commencé à recevoir un flot constant de menaces de mort de la part d’extrémistes hutus. Alors que la guerre civile rwandaise se prolongeait, Habyarimana négociait avec l’opposition politique et acceptait des réformes, pour ensuite revenir sur ses engagements. Fatigué de ce qu'il percevait comme de l'obstruction, Kavaruganda écrivit en 1993 une lettre au président, énumérant les occasions au cours des années précédentes où il avait violé les lois et rompu ses promesses. Il a demandé : « Lorsque vous violez la loi, le faites-vous dans l'intérêt du peuple rwandais ? Dans l'esprit de la constitution ? Non. ».
Le 4 août 1993, le gouvernement rwandais et le FPR ont signé les accords de paix d'Arusha pour mettre fin à la guerre civile rwandaise. Kavaruganda avait participé à la rédaction des accords, ce qui a provoqué la colère des extrémistes hutus. Une édition de Kangura, un journal extrémiste, présentait une caricature de lui pendu à un arbre avec des copies des accords en dessous de lui, sous-titrée avec une menace de le tuer si un gouvernement de partage du pouvoir était installé. Les accords d’Arusha prévoyaient l’investiture d’un président par intérim et d’un gouvernement de transition à base élargie. En tant que président de la Cour constitutionnelle, Kavaruganda était chargé de faire prêter serment aux membres de ce gouvernement. Le matin du 4 août 1993, Habyarimana a prêté serment en tant que président par intérim au Parlement, mais il est ensuite parti subitement avant d'appeler le nouveau Premier ministre et le nouveau gouvernement à être investis. Confus et surpris, Kavaruganda a également quitté les locaux du Parlement. Habyarimana est revenu l'après-midi même avec une liste de nouveaux membres du gouvernement qui devaient prêter serment et qui étaient issus de partis ou des factions extrémistes hutus et qui n'avaient pas été convenus dans les accords d'Arusha. N'ayant pas été officiellement invité à une deuxième cérémonie, Kavaruganda ne s'est pas retourné au Parlement et les ministres suggérés n'ont pas prêté serment. Habyarimana était furieux et, par la suite, lui et ses alliés politiques considéraient Kavaruganda comme un allié du FPR.
Pour aider à la mise en œuvre des accords d’Arusha, les Nations Unies ont créé la Mission des Nations Unies pour l’assistance au Rwanda (MINUAR) et ont dépêché une force armée internationale de maintien de la paix dans le pays. Début février 1994, des membres des Interahamwe, une milice extrémiste hutu, ont lapidé la voiture de Kavaruganda. Le lendemain, ils ont pris d'assaut le bâtiment de la Cour constitutionnelle, mais Kavaruganda et ses collègues se sont échappés par la fenêtre de son bureau,. Le 17 février, le commandant de la MINUAR, Roméo Dallaire, a appris qu'un groupe extrémiste connu sous le nom d'Escadron de la mort prévoyait d'assassiner l'homme politique tutsi Lando Ndasingwa et Kavaruganda. En réponse, Daillaire a envoyé des soldats de la paix aux domiciles des deux hommes pour les protéger. Kavaruganda, sa femme Annonciata et ses deux enfants qui vivaient encore avec lui se sentaient rassurés par leur présence.

### Mort
Le 6 avril 1994, l'avion du président Habyarimana a été abattu près de l'aéroport de Kigali, le tuant et déclenchant le début du génocide rwandais. Les extrémistes hutus prévoyaient d’éliminer les dirigeants hutus modérés à travers Kigali avant de tuer les Tutsis rwandais. La maison de Kavaruganda à Kigali se trouvait dans un quartier où vivaient de nombreux fonctionnaires du gouvernement. Le ministre de l'Agriculture, Frédéric Nzamurambaho, un Hutu modéré et voisin de Kavaruganda, lui a téléphoné peu après minuit le 7 avril pour l'informer que tous les membres du MNRD étaient en train d'avacuer du quartier. Kavaruganda s'est ensuite brièvement entretenu au téléphone avec son fils, Jean-Marcel, qui se trouvait à Bruxelles, en Belgique. Nzamurambaho l'a rappelé pour l'informer que les membres de la Garde présidentielle avaient bouclé le quartier, ne laissant que les membres des partis d'opposition dans la zone. À l'aube, des coups de feu ont éclaté à proximité et la famille s'est réfugiée dans leur salle de bain. Quelque temps plus tard, un casque bleu ghanéen de la MINUAR frappa à une fenêtre et dit à Kavaruganda : « Il y a des militaires ici. Ils sont venus vous chercher pour vous mettre en sécurité. » Kavaruganda se dirigea vers la porte d'entrée où il fut accueilli par le capitaine Kabera de la Garde présidentielle, tandis qu'une quarantaine de soldats rwandais se tenaient dans la cour et que les Casques bleus se tenaient sur la terrasse. Kabera l'a informé qu'il avait reçu l'ordre de l'emmener rejoindre les politiciens de l'opposition. Pour gagner du temps, Kavaruganda a insisté pour s'habiller et a verrouillé la porte. Il a ensuite téléphoné au contingent belge de l'ONU et aux avant-postes ghanéens et bangladais de l'ONU, lui disant que sa famille était attaquée et qu'il avait besoin d'aide. Le personnel de l’ONU lui a assuré qu’ils enverraient des renforts. 
Pendant que Kavaruganda attendait de l'aide, Jean-Marcel a téléphoné pour dire qu'il avait entendu à la radio belge que des membres de partis d'opposition à Kigali étaient en train d'être tués et a exhorté son père à partir. Alors que Kavaruganda expliquait qu'il était pris au piège, les hommes de Kabera ont défoncé la porte d'entrée et ont commencé à fouiller la maison. Ils ont trouvé sa fille, Julithe, et lui ont mis un pistolet sur la tempe et ont exigé de savoir où se trouvait son père. Elle a crié pour obtenir de l'aide, et Kavaruganda s'est révélé et a insisté à nouveau pour s'habiller. Kabera lui a dit qu'il n'était pas nécessaire de le faire et qu'il devait partir immédiatement. Kabera et les soldats rwandais l'ont emmené dehors jusqu'à un camion qui attendait et sont partis avec lui. Les soldats de la paix ont observé dans la cour et n'ont pas résisté. Il a été tué plus tard dans la journée. Les soldats restants ont ensuite harcelé la famille et pillé leur maison avant de partir. L'un des ministres extrémiste hutus évacués pendant la nuit, Casimir Bizimungu, est revenu dans le quartier peu après pour récupérer quelques affaires de sa maison. Annonciata le supplia de l'emmener, elle, ses enfants et un voisin, à l'ambassade du Canada, et il le fit à contrecœur. Ils y ont trouvé refuge pendant le génocide.